# 89-es főút (Magyarország)
A 89-es számú főút Szombathely 87-es főúttól indul és Bucsu községtől délre éri el az osztrák országhatárt; a határ osztrák oldalán B63-as jelöléssel folytatódik.

## Nyomvonala
Szombathely északi részén, a 87-es főúttól indul nyugati irányban, északról kerüli el Sé, Torony és Dozmat községeket, majd Bucsutól délnyugatra éri el az osztrák államhatárt és csatlakozik a B63-as főúthoz.

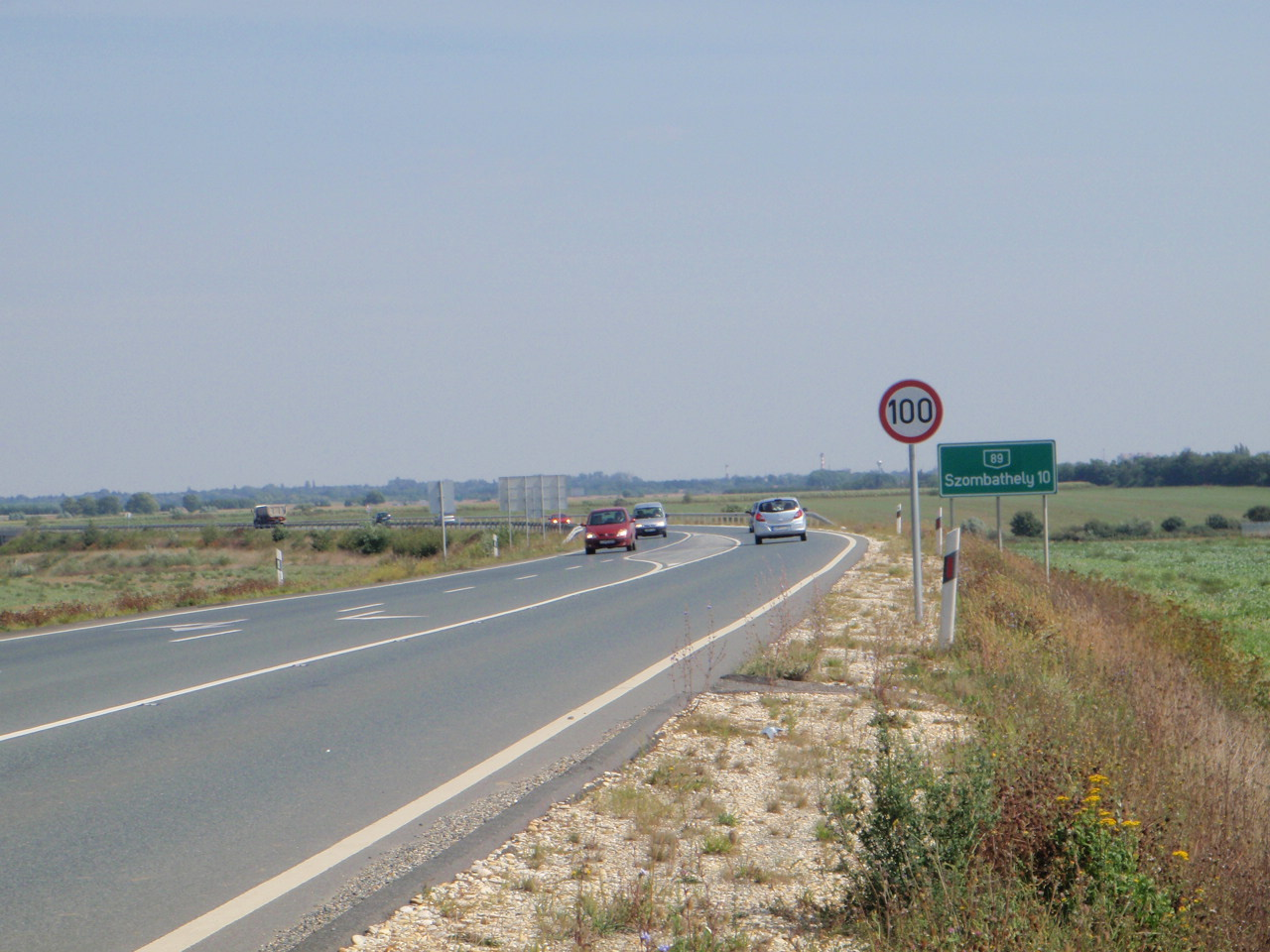
A toronyi kereszteződés

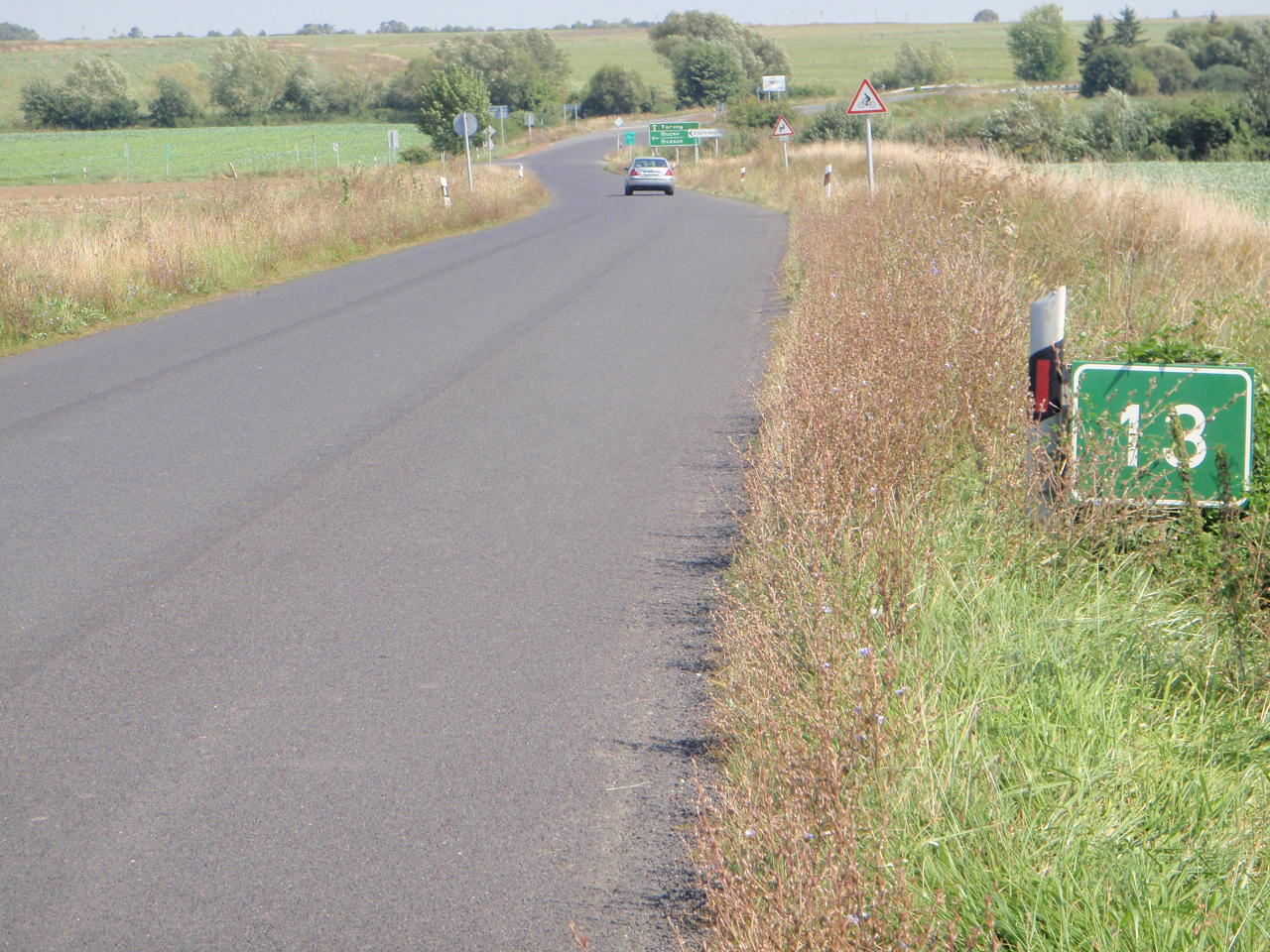
A főút felhagyott szakasza Toronytól Narda felé, ma a 8901-es út része

Teljes hossza, az országos közutak térképes nyilvántartását szolgáló kira.gov.hu adatbázisa szerint 12,393 kilométer.

## Története
A feudalizmus során létrejött településszerkezetben a Szombathely - Pinkafő állami országút szerepét töltötte be, feltárva Vas vármegye nyugati, őrvidéki területét. Nyomvonala évszázadokon át változatlan volt, szerepe viszont a trianoni békeszerződés határmegállapítása következtében jelentősen csökkent, mivel a Felsőőri járást elcsatolták Magyarországtól.
A II. világháborút követően mellékútként tartották nyilván, de szilárd burkolatot kapott. A bucsui határátkelőhely 1976-os megnyitásával egyidejűleg nyilvánították főúttá, akkor kapta meg a 89-es útszámozást is. Később szombathelyi belterületi szakaszát négy sávossá építették át, a Petőfi utca és Rohonci út vonalában, a Perint patakig.
Az 1989-es határnyitást követően a bevásárlóturizmus egyik útvonala lett, ezáltal a forgalma jelentősen megnőtt. A nyomvonalába eső településeket tehermentesítő, új nyomvonalának megépítésére mégis 2005-ig kellett várni. Először, 2004-ben a Szombathely-körgyűrű északi része készült el, majd 2005-ben átadták a megyeszékhely és az országhatár közötti szakaszt is. Az osztrák B63-as főút (németül: Steinamanger Straße) fejlesztésének 2008-as befejezésével ez lett Szombathely autópálya-bekötése az ausztriai A2-es autópálya irányába.

## Szombathely északkeleti elkerülő szakasz építése
2021. szeptember 28-án közbeszerzési eljárást hirdettek az M87-89. számú főút, Szombathely elkerülő szakasz I. ütemben való kivitelezésére, amely magába foglalja az M86 végcsomóponttól a Söptei útig tartó M87-es autóúti szakasz megépítését, a 89-es főút repülőtér felőli hiányzó szakaszának építését és a Puskás Tivadar utca északi kikötését a 87. sz. főútra egy vasúti felüljáróval együtt. 2022 februárjában bejelentették, hogy a szakasz kivitelezését a STRABAG végezheti el nettó 36,7 milliárd forint értékben.

## Települések az út mentén
- Szombathely
- Sé
- Torony
- Bucsu

### Mai helyzete
A főút 2x1 sávos kiépítésű, a maximális sebességhatár 100 km/h. Két külön szintű csomópont létesült, egy felüljáró az Olad-Bucsu közti 87 133-as számú bekötőúton, és egy csomópont Bucsutól délre, a 8717-es út keresztezésénél. Szintbeli, kanyarodósávos kereszteződés Torony és Narda, illetve Szombathely felé való leágazásokban található. Az új nyomvonal átadását követően a felhagyott, településeken átvezető szakaszt négy számjegyű mellékúttá sorolták vissza, 8901-es útszámozással.